# Březí, Žďár nad Sázavou
Březí là một làng thuộc huyện Žďár nad Sázavou, vùng Vysočina, Cộng hòa Séc.